# Cornelius Labeo
Cornelius Labeo war ein antiker römischer Gelehrter, der wahrscheinlich in der zweiten Hälfte des 3. Jahrhunderts lebte. Er verfasste mehrere Werke über religiöse Themen. Nur Fragmente sind erhalten geblieben.

## Leben
Da Labeo nur aus Erwähnungen und Zitaten in Werken späterer Autoren bekannt ist, gingen die Ansätze für seine Datierung früher weit auseinander; sie schwankten zwischen dem 1. Jahrhundert v. Chr. und dem späten 4. Jahrhundert n. Chr. Die neuere Forschung hat gezeigt, dass er im späten 2. oder im 3. Jahrhundert lebte. Dies ergibt sich daraus, dass er ein Werk des um die Mitte des 2. Jahrhunderts lebenden Philosophen Numenios kannte und dass um 300 der Kirchenschriftsteller Arnobius der Ältere gegen ihn polemisierte. Heute herrscht die Ansicht, dass er wahrscheinlich ein Zeitgenosse des Philosophen Porphyrios war, zu dessen Denkweise Parallelen bestehen. Dies führt zu einer Datierung in die zweite Hälfte des 3. Jahrhunderts.

## Werke
Labeo spielte in der römischen Rezeption griechischer Philosophie und als Vermittler älterer römischer Gelehrsamkeit an die Spätantike eine wichtige Rolle. Die Bedeutung seiner Werke liegt unter anderem darin, dass er ältere Literatur auswertete, die ebenso wie seine eigenen Werke bis auf Fragmente verloren ist. Dazu zählen Schriften von Varro und Nigidius Figulus.
Äußerungen Labeos werden mit der römischen Stoa in Verbindung gebracht, doch war sein Denken wohl vorwiegend vom Platonismus geprägt. Dazu passt, dass er Platon zusammen mit Herkules (Herakles) und Romulus zu den Halbgöttern (semidei) zählte, die er in der Hierarchie der übermenschlichen Wesen über den Heroen einordnete. Entsprechend den unterschiedlichen Ansätzen der Datierung seines Lebens haben die Forscher teils mittelplatonischen, teils neuplatonischen Einfluss auf seine religiösen Überzeugungen angenommen; heute wird Labeo meist als Neuplatoniker betrachtet oder zumindest in die Nähe des religiösen Neuplatonismus gestellt. Im Unterschied zu den griechischsprachigen Neuplatonikern zeigte er aber besonderes Interesse an spezifisch römischer Kulttradition. Außerdem integrierte er auch Vorstellungen orientalischer Herkunft in seine religiöse Weltanschauung.
Vier Schriften Labeos sind bekannt:
- Fasti, ein Werk über die alten religiösen Traditionen der Römer. Macrobius, Johannes Lydos und Anastasios Sinaites überliefern Zitate aus dieser Schrift; daher sind sieben Fragmente erhalten.
- De diis animalibus („Über die aus Menschenseelen hervorgegangenen Götter“), eine Abhandlung über die Entstehung göttlicher Wesen aus menschlichen Seelen. Gemeint waren Laren (Schutzgötter, in denen man die Seelen verstorbener Vorfahren sah) und Penaten. In dieser Schrift beschrieb Labeo Riten der etruskischen Religion, die darauf abzielten, der Seele eine solche Vergöttlichung zu ermöglichen. Labeo unterschied zwischen wohlwollenden und übelwollenden Gottheiten; darin wich er von der platonischen Lehre ab, welche auf die generelle Güte der Götter Gewicht legte. Die etruskische religiöse Überlieferung, mit der er sich intensiv auseinandersetzte, war damals völlig in der römischen Religion aufgegangen. Vermutlich wollte Labeo mit seiner Schrift den sich zu seiner Zeit ausbreitenden fremden Erlösungsreligionen, insbesondere dem Christentum, eine aus römischer Tradition stammende Alternative entgegenstellen, die den Praktizierenden ebenfalls ein erfreuliches Dasein nach dem Tode verhieß. Während nach der alten Überlieferung etruskischer Herkunft das Schicksal der Verstorbenen nach dem Tode nur von der korrekten Ausführung der vorgeschriebenen Opferriten abhing, war Labeo der Ansicht, dass auch ethisches Verhalten für die angestrebte Vergöttlichung erforderlich sei. Mit dieser Auffassung folgte er der platonischen Denkweise und kam zugleich einem unter seinen Zeitgenossen verbreiteten Bedürfnis entgegen. Er erzählte von zwei Männern, die Gegner oder Feinde gewesen waren und am selben Tage starben; ihnen wurde (offenbar von einer göttlichen Instanz) befohlen, in ihre Körper zurückzukehren und weiterzuleben. Dies geschah, und erst indem sie sich dann versöhnten und Freunde wurden, schufen sie die Voraussetzung für eine künftige Erlösung.[2]
- De oraculo Apollinis Clarii („Über das Orakel des klarischen Apollon“) war wohl ein philosophischer und theologischer Kommentar zu einer Sammlung von Orakelsprüchen aus dem Apollonheiligtum von Klaros. In diesem Werk identifizierte Labeo den Sonnengott Sol als höchste Gottheit mit verschiedenen traditionell verehrten Göttern, darunter dem römischen Gott Ianus. Damit zeigte er eine Tendenz zum Henotheismus oder gar Monotheismus.
- ein Handbuch zur Etrusca disciplina, der etruskischen Lehre von der Weissagung und der Ausführung religiöser Riten, in fünfzehn Büchern. Die Echtheit dieses Werks ist in der Forschung bezweifelt worden.

Die in älterer Literatur vertretene Hypothese, Labeo habe einen Vergilkommentar verfasst, der in der Spätantike eifrig benutzt wurde, entbehrt einer überzeugenden Begründung.

## Rezeption
In der Spätantike bestand sowohl bei christlichen als auch bei nichtchristlichen Schriftstellern ein erhebliches Interesse an Labeo. Die Kirchenväter Arnobius der Ältere und Augustinus polemisierten gegen ihn; Augustinus bezeichnete ihn als „sehr kundig“ auf dem Gebiet der Götterlehre. Arnobius setzte sich eingehend mit ihm auseinander und versuchte ihn zu widerlegen, ohne ihn namentlich zu nennen. Weitere Autoren, die in ihren Schriften auf ihn Bezug nahmen, waren Macrobius, Johannes Lydos, Anastasios Sinaites, der Mythograph Fulgentius und Servius. Für Firmicus Maternus, Martianus Capella und Ammianus Marcellinus hingegen fehlen überzeugende Argumente für die Hypothese, dass sie Werke Labeos benutzten.
Im späten 19. und frühen 20. Jahrhundert wurde Labeo in der deutschen Quellenforschung als eine Hauptfigur bei der Übermittlung von Wissen über alte religiöse Traditionen an die Spätantike betrachtet. Gegen solche spekulative Überlegungen wandte sich 1940 der französische Gelehrte André-Jean Festugière, der in der Überbetonung von Labeos Rolle einen von der Forschung geschaffenen Mythos sah. Beide Standpunkte in dieser Kontroverse gelten heute als einseitig und überholt.

## Edition
- Paolo Mastandrea: Un neoplatonico latino, Cornelio Labeone (Testimonianze e frammenti). Brill, Leiden 1979, ISBN 90-04-05876-1 (Ausgabe der Fragmente mit italienischer Übersetzung und eingehender Untersuchung)